# Tandzaad-verbond
Het tandzaad-verbond (Bidention) is een verbond uit de tandzaad-orde (Bidentetalia).

## Naamgeving en codering
- Syntaxoncode voor Nederland (rVvN): r30Aa
- Natura2000-habitattypecode (EU-code): H3270
- BWK-karteringscode: ku*

De wetenschappelijke naam Bidention is afgeleid van de botanische naam van een kensoort van de bovenliggende klasse, het veerdelig tandzaad (Bidens tripartita).

## Fysiognomie
De vegetatiestructuur van plantengemeenschappen uit het tandzaad-verbond wordt gekenmerkt door een dominante, lage kruidlaag, waarin kruidachtige therofyten de boventoon voeren en het hoofdbestanddeel van de vegetatie vormen. In sommige gemeenschappen kunnen ook zeer kleine kiemende wilgen in de kruidlaag aanwezig zijn. Een moslaag is maar bij enkele syntaxa uit het verbond aanwezig, zoals in de slijkgroen-associatie.

## Ecologie

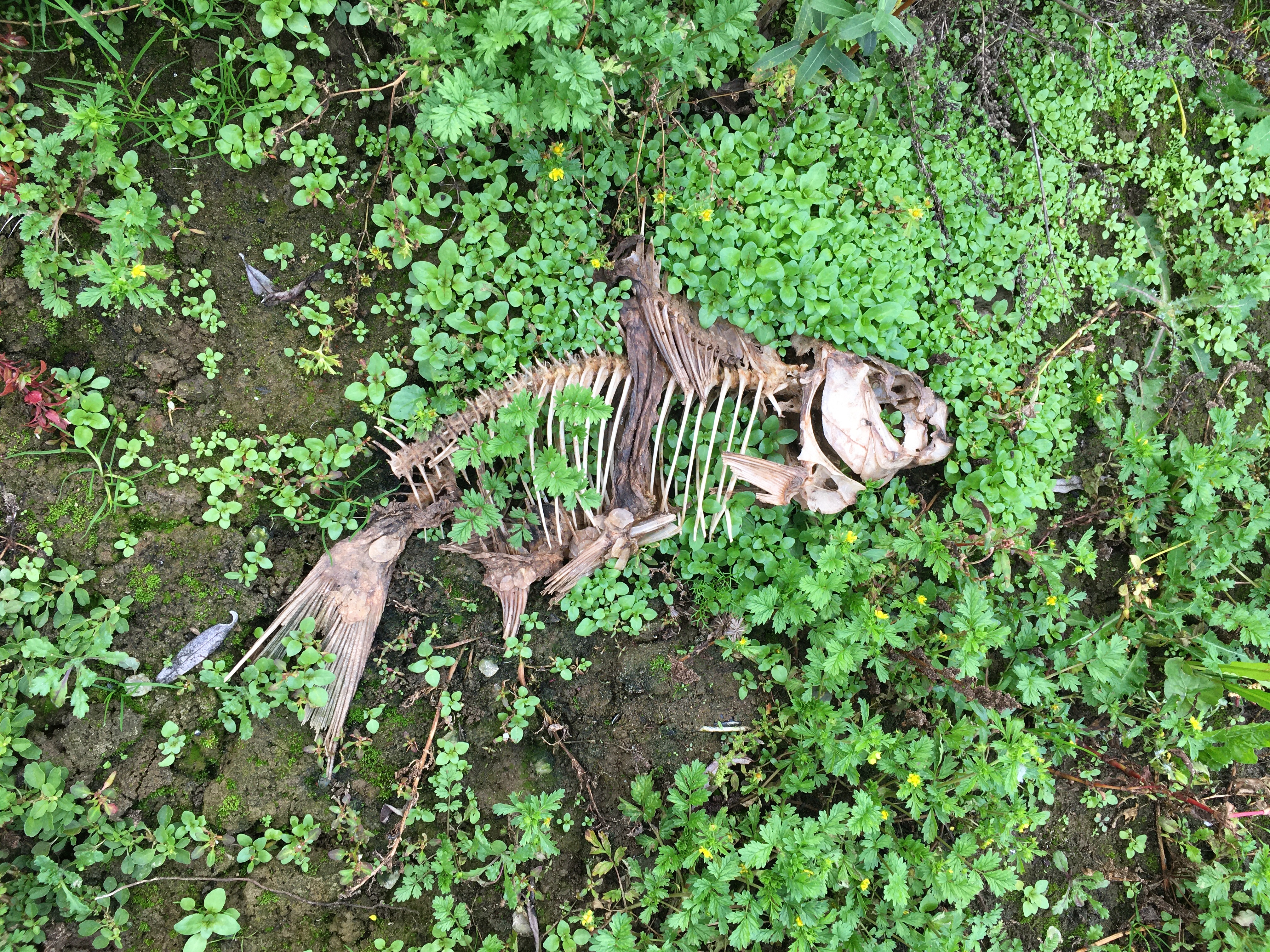
Een vissengeraamte in een vegetatie van het tandzaad-verbond op een drooggevallen oever.

Het tandzaad-verbond omvat pioniervegetatie op eutrofe standplaatsen die in de winter doorgaans onder water staan en in de zomer en/of herfst tijdelijk droogvallen, maar wel vochtig blijven.

## Onderliggende syntaxa in Nederland en Vlaanderen
Het tandzaad-verbond wordt in Nederland en Vlaanderen vertegenwoordigd door vier associaties.
- - associatie van waterpeper en tandzaad (Polygono-Bidentetum)
  - associatie van goudzuring en moerasandijvie (Rumicetum maritimi)
  - associatie van ganzenvoeten en beklierde duizendknoop (Chenopodietum rubri)
  - slijkgroen-associatie (Eleocharito acicularis-Limoselletum)

## Diagnostische taxa
In de onderstaande synoptische tabel staan de belangrijkste diagnostische taxa voor het tandzaad-verbond.
Kruidlaag
| Diagnostiek       | Triviale naam          | Botanische naam         | Opmerking |
| ----------------- | ---------------------- | ----------------------- | --------- |
| kentaxa           | veerdelig tandzaad     | Bidens tripartita       |           |
| kentaxa           | zwart tandzaad         | Bidens frondosa         |           |
| kentaxa           | moeraskers             | Rorippa palustris       |           |
| kentaxa           | rosse vossenstaart     | Alopecurus aequalis     |           |
| kentaxa           | beklierde duizendknoop | Persicaria lapathifolia |           |
| begeleidende taxa | watertorkruid          | Oenanthe aquatica       |           |
| begeleidende taxa | Europese hanenpoot     | Echinochloa crus-galli  |           |

## Fotogalerij

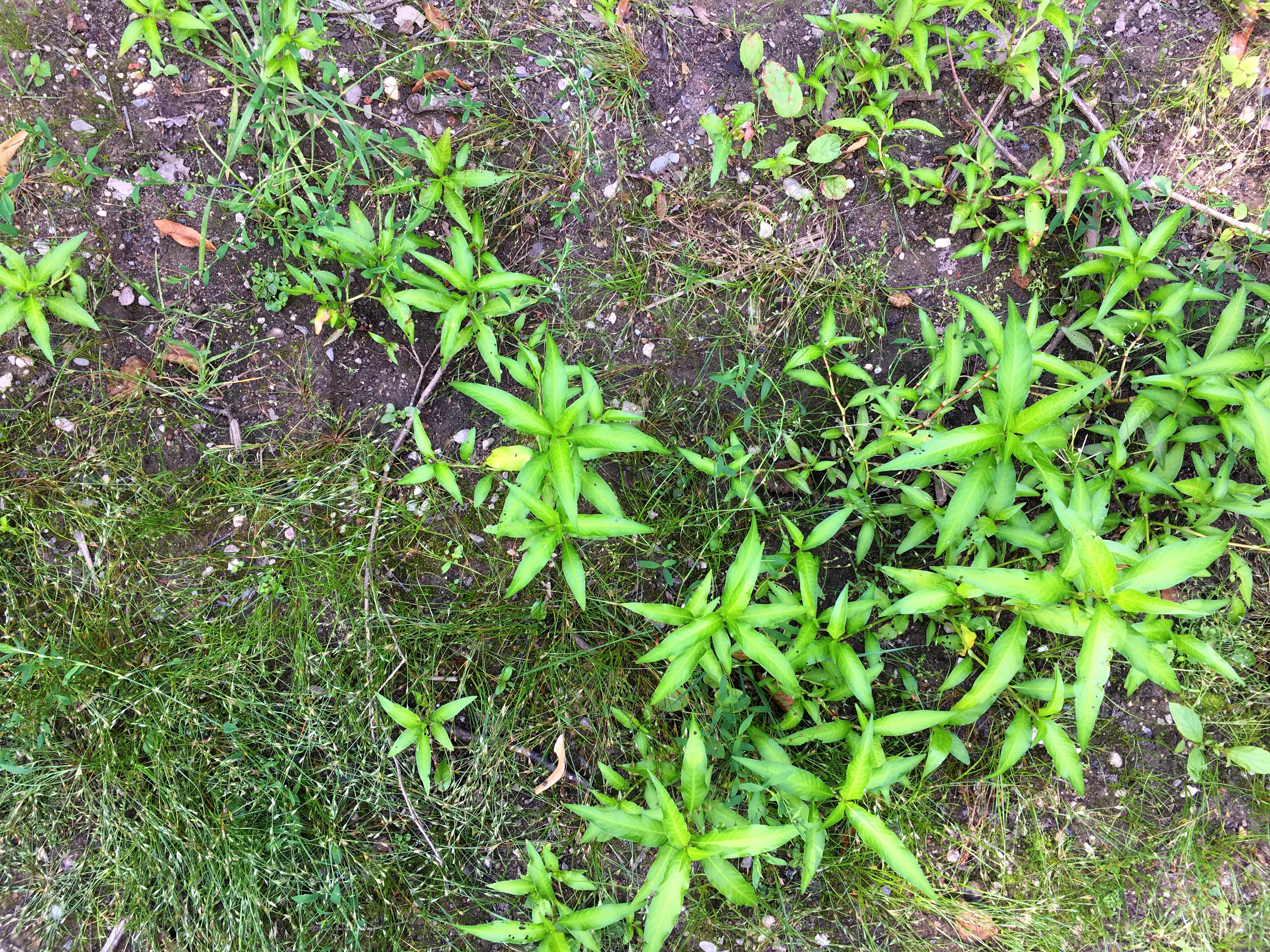
De associatie van waterpeper en tandzaad bij een modderig pad
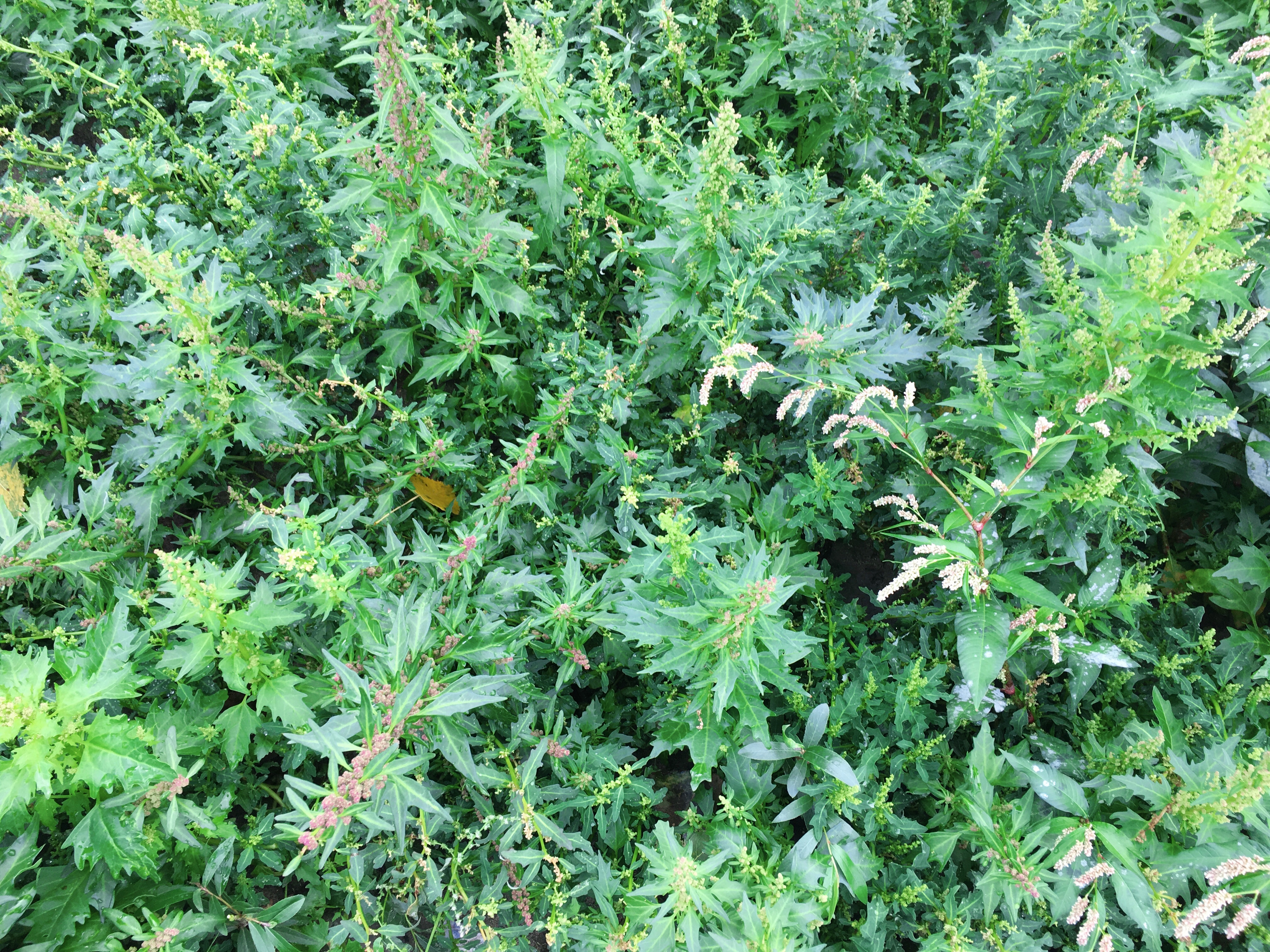
De associatie van ganzenvoeten en beklierde duizendknoop
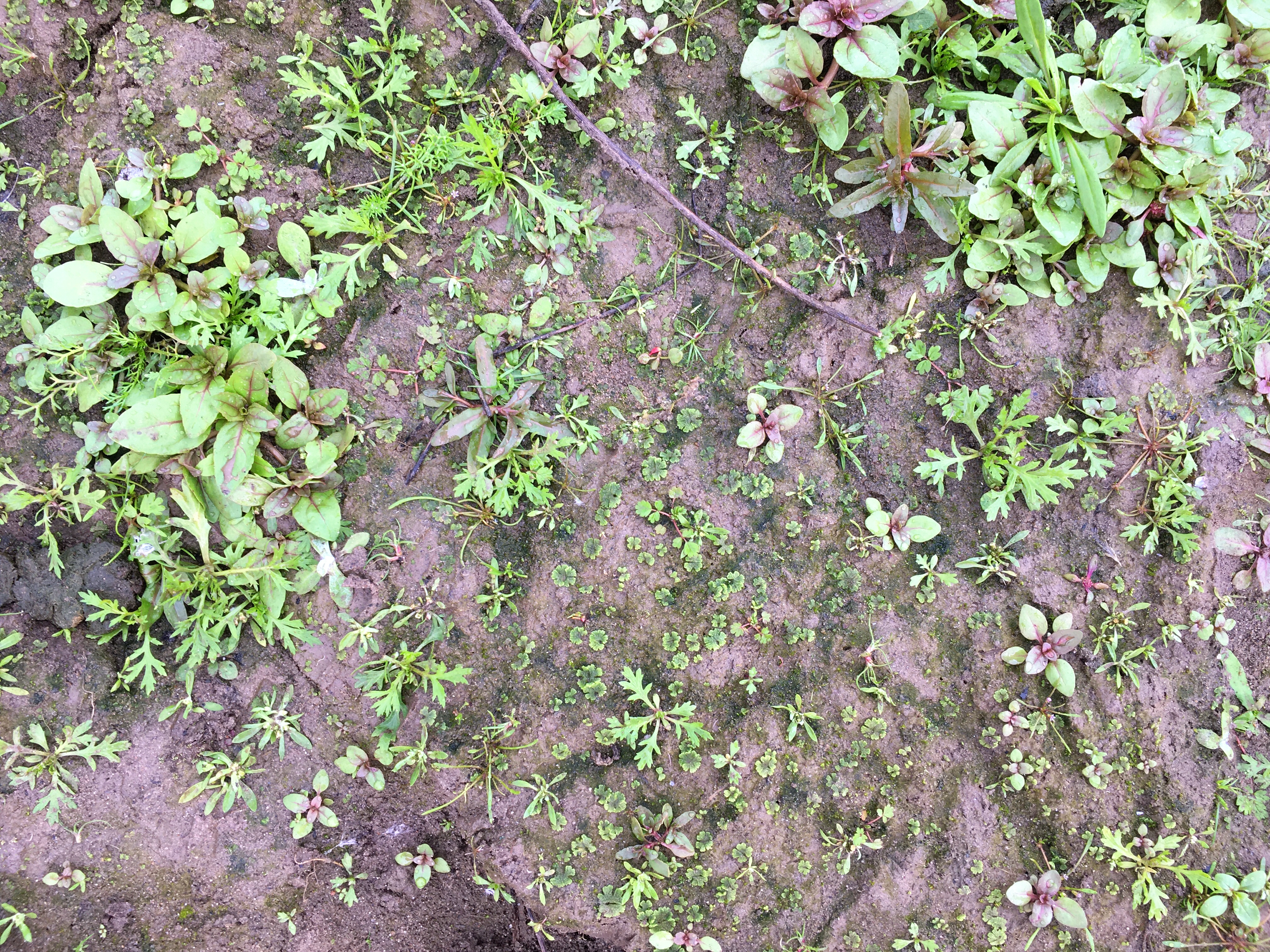
De slijkgroen-associatie op een slikoever bij een rivierstrang
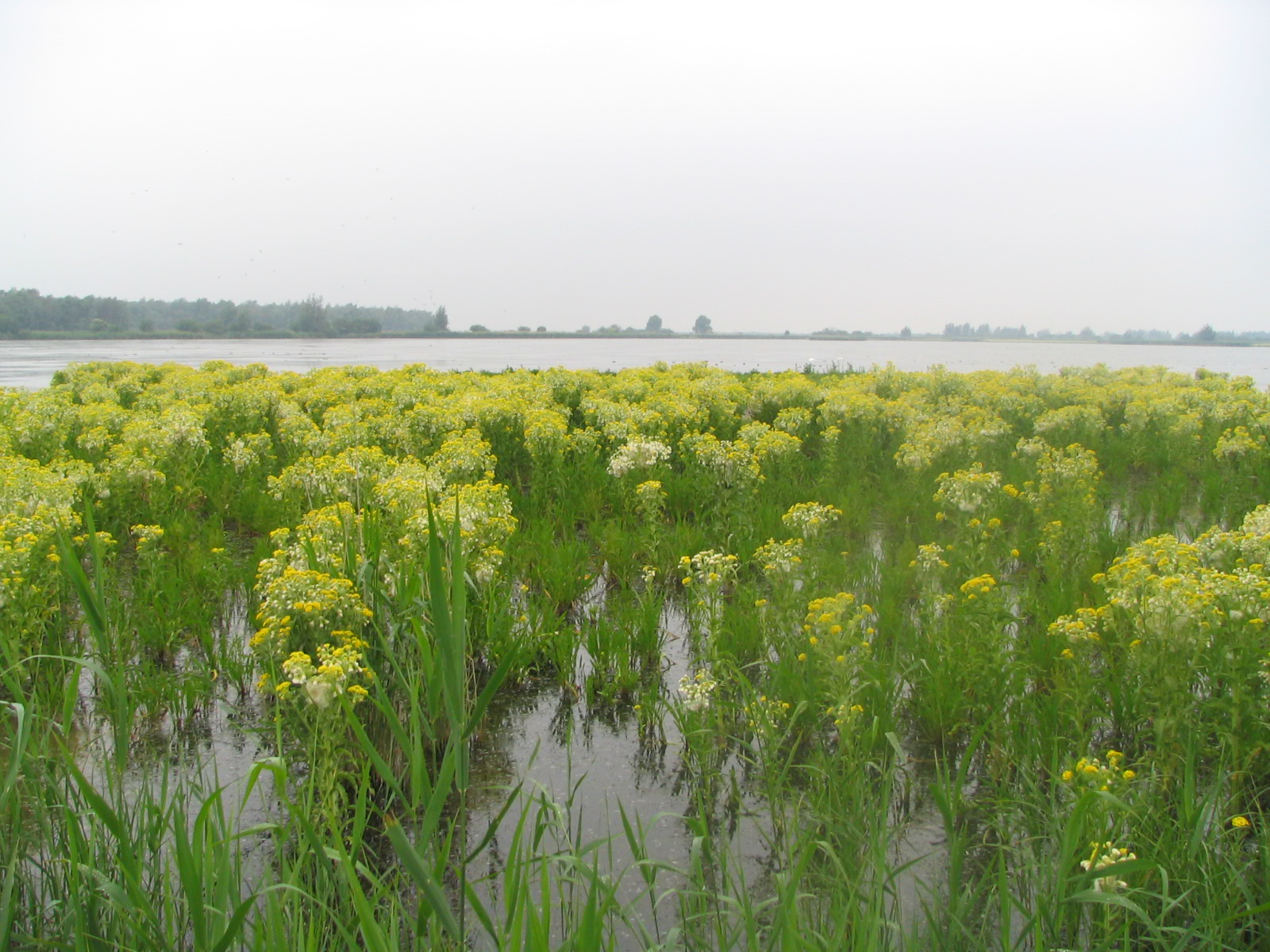
De associaitie van goudzuring en moerasandijvie